# Kulin László
Bánhegyesi Kulin László (Zilah, 1901. augusztus 14. – Budapest, 1989. július 24.) orvos, gyermekorvos, egyetemi tanár, az orvostudományok doktora (1962), Kossuth-díjas (1953). 

## Pályafutása
Kulin Imre (1861–1938) ítélőtáblai tanácselnök és Vlkolinszky Rozália fiaként született. A Hajdúböszörményi Református Bocskay Főgimnáziumban érettségizett (1919). Tanulmányait a debreceni Tisza István Tudományegyetemen folytatta, ahol 1926-ban avatták orvosdoktorrá. 
1924–1925-ben a debreceni Gyermekklinika gyakornoka, 1925-től tanársegédje és adjunktusa volt. Az 1933/34. tanévet ösztöndíjasként a bécsi Collegium Hungaricumban töltötte. 1937-ben a gyermekkor diagnosztikája és sematikája című tárgykörből magántanárrá habilitálták. Két évvel később kinevezték a debreceni Állami Gyermekmenhely igazgató-főorvosává.
1946-ban a tudományos irodalom művelése és az egyetemi oktatás terén kifejtett működése elismeréséül  rendkívüli egyetemi tanári címet kapott. 1949 és 1972 között a Gyermekklinika professzora, 1956–1957-ben a debreceni Kossuth Lajos Tudományegyetem dékánja, 1957 és 1959 között az önállósult Debreceni Orvostudományi Egyetem első rektora volt.
Több minősítő bizottság tagja és elnöke volt. Vezetése alatt a debreceni klinikán korszerű klimatizációs rendszert, csecsemő-és fertőzőosztályokat létesítettek, és Európában modell értékű járóbeteg-ellátást szerveztek. Tudományos munkássága kezdetben a szénhidrátanyagcsere tanulmányozására terjedt ki. Foglalkozott a scarlatina és a csecsemőkori atrophia kérdésével. Nevéhez fűződik az atrophia pathomechanizmus az adaptációs szindróma és klímaterápia felfedezése. Ez utóbbiakért kapta a Kossuth-díjat. 
Mintegy 100 tudományos közleményt jelentetett meg. Az Acta Paediatrica és a Gyermekgyógyászat című folyóiratok szerkesztőbizottsági tagja, több hazai társaságnak vezetőségi tagja volt. A Magyar Gyermekorvos Társaságnak díszelnöki tisztét töltötte be.

### Családja
1935. február 5-én a pozsonyi református templomban házasságot kötött goborsini Forray Irma Juliannával (1913–1996), Forray Ernő nagykereskedő lányával. Elváltak.
1949. július 7-én Debrecenben feleségül vette Tarján Editet, Tarján Kristóf és Kontz Ilona lányát.

## Művei
- A diathesis jelentősége a csecsemőkori anaemiák kórtanában. (Orvosi Hetilap, 1933, 36.)
- A csecsemőkori neuropathiás hányásról és a pylorus spasmusról. (Orvosi Hetilap, 1933, 39.)
- A vérátömlesztés indicatiója pathologiás vérkép alapján. (Gyógyászat, 1933, 46.)
- Adatok a tüdőgyulladásos betegek vércukor értékeihez. (Budapesti Orvosi Újság, 1937, 7.)
- A croup laryngis és frontváltozások összefüggése egy járványperiódus alatt. Kövér Bélával. (Gyermekgyógyászat, 1950, 4.)
- Human toxoplasmosis. Fazekas Árpáddal, Nikodemusz Istvánnal. (Orvosi Hetilap, 1952, 1.)
- A csecsemőkori atrophia pathogenesisének és therápiájának új szemlélete. (Orvosi Hetilap, 1953, 3.)
- A scarlatina ciklikus penicillin-kezelése, mint a ráfertőzésekből eredő szövődmények porphylaxisa. Többekkel. (Orvosi Hetilap, 1954, 17.)
- Adatok a csecsemőkori táplálkozási zavarok felosztásához. (Orvosi Hetilap, 1955, 34.)
- A csecsemőkori sorvadás alapvető és részletfolyamatainak synthesise. (Gyermekgyógyászat, 1956, 5-6.)
- Magyar orvosdelegáció a Szovjetunióban. (Felsőoktatási Szemle, 1959, 4.)
- A testfelépítés lemérésének gyakorlati és elvi jelentősége a csecsemősorvadásban. (Gyermekgyógyászat, 1965, 2.)
- Sorvadt csecsemők thermoneutrális környezetének felismerésére irányuló kísérletes vizsgálatok. Kiss Szabó Antallal. (Orvosi Hetilap, 1966, 30.)
- Szemelvények a csecsemőkori sorvadás terén elért eredményeinkből és az ezekre vonatkozó külföldi reflexiókból. (Gyermekgyógyászat, 1975, 1.)
- Adaptációs mechanizmusok csecsemőkori sorvadásban. (Orvosi Hetilap, 1981, 43.)
- A sorvadt csecsemők racionális táplálásának elengedhetetlen feltétele a 29°C körüli, komfortosan párásított mikroklíma. (Gyermekgyógyászat, 1982, 4.)
- A súlyosan leromlott-atrophiás és dekomponált – csecsemőszervezet életfolyamatainak szabályozásában a thermoreguláció, a thermoneutrális komfort környezet döntő tényező (Debrecen, 1985)[8]

## Díjai, elismerései
- Kossuth-díj (1953)
- Schöpf-Mérei Ágost-emlékérem (1966)
- Munka Érdemrend arany fokozata (1972, 1981)[9][10]